# Mistrzostwa Europy w Lekkoatletyce 2022 – sztafeta 4 × 400 m kobiet
Sztafeta 4 × 400 metrów kobiet – jedna z konkurencji biegowych rozgrywanych podczas lekkoatletycznych mistrzostw Europy na Stadionie Olimpijskim w Monachium.

## Terminarz
Źródło: european-athletics.com.
| Data        | Godzina |            |
| ----------- | ------- | ---------- |
| 19 sierpnia | 11:40   | Eliminacje |
| 20 sierpnia | 21:45   | Finał      |

## Rekordy
Tabela prezentuje rekord świata, rekord Europy, rekord mistrzostw Europy oraz najlepsze wyniki na listach światowych i eruopejskich w sezonie 2022 przed rozpoczęciem mistrzostw. Źródło: european-athletics.com, worldathletics.org.
|                          | Reprezentacja                                                                                | Wynik   | Miejsce   | Data                     |
| ------------------------ | -------------------------------------------------------------------------------------------- | ------- | --------- | ------------------------ |
| Rekord świata            | ZSRR · (Tatjana Ledowska, Olga Nazarowa, Marija Pinigina, Olha Bryzhina)                     | 3:15,17 | Seul      | 1 października 1988(dts) |
| Rekord Europy            | ZSRR · (Tatjana Ledowska, Olga Nazarowa, Marija Pinigina, Olha Bryzhina)                     | 3:15,17 | Seul      | 1 października 1988(dts) |
| Rekord mistrzostw Europy | NRD · (Kirsten Emmelmann, Sabine Busch, Petra Müller, Marita Koch)                           | 3:16,87 | Stuttgart | 31 sierpnia 1986(dts)    |
| Listy światowe           | Stany Zjednoczone · (Talitha Diggs, Abby Steiner, Britton Wilson, Sydney McLaughlin-Levrone) | 3:17,79 | Eugene    | 24 lipca 2022(dts)       |
| Listy europejskie        | Wielka Brytania · (Victoria Ohuruogu, Nicole Yeargin, Jessie Knight, Laviai Nielsen)         | 3:22,64 | Eugene    | 24 lipca 2022(dts)       |

## Rezultaty

### Eliminacje
Awans: 3 najlepsze z każdego biegu (Q) oraz 2 z najlepszymi czasami wśród przegranych (q). Źródło: european-athletics.com.
| Poz. | Bieg | Tor | Reprezentacja   | Zawodniczki                                                                      | Czas    | Uwagi   |
| ---- | ---- | --- | --------------- | -------------------------------------------------------------------------------- | ------- | ------- |
| 1.   | 1    | 3   | Wielka Brytania | Zoey Clark, Ama Pipi, Nicole Yeargin, Laviai Nielsen                             | 3:23,79 | Q       |
| 2.   | 1    | 5   | Belgia          | Naomi Van Den Broeck, Imke Vervaet, Helena Ponette, Camille Laus                 | 3:25,44 | Q,      |
| 3.   | 2    | 8   | Holandia        | Andrea Bouma, Lieke Klaver, Laura de Witte, Lisanne de Witte                     | 3:25,84 | Q,      |
| 4.   | 1    | 1   | Polska          | Kinga Gacka, Małgorzata Hołub-Kowalik, Justyna Święty-Ersetic, Natalia Kaczmarek | 3:26,05 | Q,      |
| 5.   | 2    | 1   | Irlandia        | Sophie Becker, Phil Healy, Rhasidat Adeleke, Sharlene Mawdsley                   | 3:26,06 | Q,      |
| 6.   | 2    | 6   | Szwajcaria      | Silke Lemmens, Julia Niederberger, Annina Fahr, Sarah King                       | 3:26,83 | Q,      |
| 7.   | 1    | 4   | Hiszpania       | Eva Santidrián, Aauri Lorena Bokesa, Berta Segura, Laura Hernández               | 3:27,76 | q,      |
| 8.   | 2    | 3   | Niemcy          | Alica Schmidt, Mona Mayer, Jessica-Bianca Wessolly, Luna Thiel                   | 3:27,92 | q,      |
| 9.   | 1    | 2   | Włochy          | Anna Polinari, Raphaela Boaheng Lukudo, Virginia Troiani, Alice Mangione         | 3:28,14 |         |
| 10.  | 1    | 6   | Węgry           | Evelin Nádházy, Bianka Bartha-Kéri, Fanni Rapai, Janka Molnár                    | 3:29,39 | SB      |
| 11.  | 2    | 2   | Francja         | Sokhna Lacoste, Marjorie Veyssiere, Diana Iscaye, Amandine Brossier              | 3:29,64 |         |
| 12.  | 1    | 8   | Norwegia        | Linn Oppegaard, Elisabeth Slettum, Line Kloster, Nora Kollerød Wold              | 3:31,36 |         |
| 13.  | 2    | 4   | Słowenia        | Agata Zupin, Aneja Simončič, Maja Pogorevc, Anita Horvat                         | 3:31,57 |         |
| 14.  | 2    | 5   | Grecja          | Korina Politi, Andrianna Ferra, Despoina Mourta, Dimitra Gnafaki                 | 3:33,33 | SB      |
| 15.  | 2    | 7   | Finlandia       | Milja Thureson, Mette Baas, Aino Pulkkinen, Kristiina Halonen                    | 3:33,40 |         |
| –    | 1    | 7   | Czechy          | Tereza Petržilková, Nikoleta Jíchová, Martina Hofmanová, Lada Vondrová           | DSQ     | TR 24.8 |

### Finał
Źródło: european-athletics.com.
| Poz. | Tor | Reprezentacja   | Zawodniczy                                                                       | Czas    | Uwagi |
| ---- | --- | --------------- | -------------------------------------------------------------------------------- | ------- | ----- |
| 01 ! | 6   | Holandia        | Eveline Saalberg, Lieke Klaver, Lisanne de Witte, Femke Bol                      | 3:20,87 | EL    |
| 02 ! | 7   | Polska          | Anna Kiełbasińska, Iga Baumgart-Witan, Justyna Święty-Ersetic, Natalia Kaczmarek | 3:21,68 | SB    |
| 03 ! | 3   | Wielka Brytania | Victoria Ohuruogu, Ama Pipi, Jodie Williams, Nicole Yeargin                      | 3:21,74 | SB    |
| 4.   | 4   | Belgia          | Cynthia Bolingo, Hanne Claes, Helena Ponette, Camille Laus                       | 3:22,12 | NR    |
| 5.   | 1   | Niemcy          | Luna Thiel, Mona Mayer, Alica Schmidt, Carolina Krafzik                          | 3:26,09 | SB    |
| 6.   | 5   | Irlandia        | Sophie Becker, Phil Healy, Rhasidat Adeleke, Sharlene Mawdsley                   | 3:26,63 |       |
| 7.   | 8   | Szwajcaria      | Silke Lemmens, Julia Niederberger, Annina Fahr, Sarah King                       | 3:26,94 |       |
| 8.   | 2   | Hiszpania       | Eva Santidrián, Aauri Lorena Bokesa, Berta Segura, Sara Gallego                  | 3:29,70 |       |